# Atherinomorus insularum
Atherinomorus insularum és una espècie de peix pertanyent a la família dels aterínids.

## Descripció
- Pot arribar a fer 9 cm de llargària màxima.
- Cos prim i moderadament comprimit lateralment.
- 6-8 espines i 10-11 radis tous a l'aleta dorsal i 1 espina i 15-18 radis tous a l'anal.
- Dents del vòmer molt petites i difícils de veure.
- Branquiespines amb espínules.
- 20-23 escates predorsals.[6][7]

## Alimentació
Menja durant la nit plàncton (principalment, crustacis i foraminífers).

## Hàbitat
És un peix d'aigua marina, pelàgic-nerític i de clima tropical (27°N-14°N, 114°E-152°W) que viu entre 0-2 m de fondària.

## Distribució geogràfica
Es troba al Pacífic: les illes Hawaii, Hong Kong, les illes Mariannes i Taiwan.

## Observacions
És inofensiu per als humans.